# Garcinia echinocarpa
Garcinia echinocarpa är en tvåhjärtbladig växtart som beskrevs av Thw.. Garcinia echinocarpa ingår i släktet Garcinia och familjen Clusiaceae. Inga underarter finns listade i Catalogue of Life.